# Paris-Nice de 2013
A 71.ª edição da Paris-Nice disputou-se desde 3 até 10 de março de 2013.
A competição contou com uma prólogo inicial e 7 etapas, somando um total de 1.174,5 km de percurso. Começou no norte de França, em Houilles (Ilha de França) nas cercanias de Paris e percorreu as regiões de Centro, Auvérnia, Ródano-Alpes e Provença-Alpes-Costa Azul até final em Nice.
Fez parte do UCI World Tour de 2013, calendário ciclístico de máximo nível mundial, sendo a segunda corrida de dito circuito.
O ganhador final foi Richie Porte (quem ademais fez-se com a etapa rainha e a última etapa cronoescalada). Acompanharam-lhe no pódio Andrew Talansky (vencedor da classificação dos jovens) e Jean-Christophe Péraud, respectivamente.
Nas outras classificações secundárias impuseram-se Sylvain Chavanel (pontos), Johann Tschopp (montanha) e Katusha (equipas).

## Equipas participantes
Tomaram parte na corrida 23 equipas: todos os UCI ProTeam (ao ser obrigada sua participação); mais os Profissionais Continentais do Cofidis, Solutions Crédits, IAM Cycling, Sojasun e Team Europcar. Formando assim um pelotão de 184 ciclistas, de 8 corredores a cada equipa, dos que acabaram 151. As equipas participantes foram:
| Equipes ProTeam (19)- AG2R La Mondiale - Argos-Shimano - Astana - Blanco - BMC Racing Team - Cannondale Pro Cycling - Euskaltel-Euskadi - FDJ - Garmin Sharp - Katusha - Lampre-Merida - Lotto-Belisol - Movistar Team - Omega Pharma-Quick Step - Orica-GreenEDGE - RadioShack-Leopard - Saxo-Tinkoff - Sky - Vacansoleil-DCM Equipes profissionais Continentais (4)- Cofidis, Solutions Crédits - Team Europcar - IAM Cycling - Sojasun |
| |

## Etapas
A Paris-Nice de 2019 constou de oito etapas, repartidas num prólogo individual, duas etapas planas, três em media montanha, uma etapa de montanha e uma contrarrelógio individual para um percurso total de 1174 quilómetros.
| Etapa   | Data    | Percurso                               | type                      | Distância (km) | Vencedor         | Líder geral     |
| ------- | ------- | -------------------------------------- | ------------------------- | -------------- | ---------------- | --------------- |
| Prólogo | 3 mar.  | Houilles – Houilles                    | prólogo                   | 2,9            | Damien Gaudin    | Damien Gaudin   |
| 1       | 4 mar.  | Saint-Germain-en-Laye – Nemours        | etapa plana               | 195            | Nacer Bouhanni   | Nacer Bouhanni  |
| 2       | 5 mar.  | Vimory – Cérilly                       | etapa plana               | 200,5          | Marcel Kittel    | Elia Viviani    |
| 3       | 6 mar.  | Châtelguyon – Brioude                  | etapa escarpada           | 170,5          | Andrew Talansky  | Andrew Talansky |
| 4       | 7 mar.  | Brioude – Saint-Vallier                | média montanha            | 170,5          | Michael Albasini | Andrew Talansky |
| 5       | 8 mar.  | Châteauneuf-du-Pape – Montagne de Lure | alta montanha             | 176            | Richie Porte     | Richie Porte    |
| 6       | 9 mar.  | Manosque – Nice                        | média montanha            | 220            | Sylvain Chavanel | Richie Porte    |
| 7       | 10 mar. | Nice – Col d'Èze                       | contrarrelógio individual | 9,6            | Richie Porte     | Richie Porte    |

## Desenvolvimento da corrida

### Prólogo
| Houilles - Houilles | prólogo | (2,9 km) |

| \| Classificação por etapas \| Classificação por etapas \| Classificação por etapas \| Classificação por etapas \| Classificação por etapas \| \| Ciclista \| Ciclista \| Equipe \| Tempo \| \| \| ------------------------ \| ------------------------ \| ------------------------ \| ------------------------ \| ------------------------ \| \| 1. \| Damien Gaudin \| Team Europcar \| 3m37s \| \| \| 2. \| Sylvain Chavanel \| Omega Pharma-Quick Step \| + 1s \| \| \| 3. \| Lieuwe Westra \| Vacansoleil-DCM \| + 1s \| \| \| 4. \| Wilco Kelderman \| Blanco \| + 2s \| \| \| 5. \| Geoffrey Soupe \| FDJ \| + 2s \| \| \| 6. \| Peter Velits \| Omega Pharma-Quick Step \| + 3s \| \| \| 7. \| Tony Gallopin \| RadioShack-Leopard \| + 3s \| \| \| 8. \| Borut Božič \| Astana \| + 3s \| \| \| 9. \| Sébastien Turgot \| Team Europcar \| + 4s \| \| \| 10. \| Andriy Hrivko \| Astana \| + 5s \| \| |                  |                         |       |
| |                  |                         |       |
| |                  |                         |       |
| Classificação por etapas |                  |                         |       |
| Ciclista | Ciclista         | Equipe                  | Tempo |
| 1. | Damien Gaudin    | Team Europcar           | 3m37s |
| 2. | Sylvain Chavanel | Omega Pharma-Quick Step | + 1s  |
| 3. | Lieuwe Westra    | Vacansoleil-DCM         | + 1s  |
| 4. | Wilco Kelderman  | Blanco                  | + 2s  |
| 5. | Geoffrey Soupe   | FDJ                     | + 2s  |
| 6. | Peter Velits     | Omega Pharma-Quick Step | + 3s  |
| 7. | Tony Gallopin    | RadioShack-Leopard      | + 3s  |
| 8. | Borut Božič      | Astana                  | + 3s  |
| 9. | Sébastien Turgot | Team Europcar           | + 4s  |
| 10. | Andriy Hrivko    | Astana                  | + 5s  |

| \| Classificação geral \| Classificação geral \| Classificação geral \| Classificação geral \| Classificação geral \| \| Ciclista \| Ciclista \| Equipe \| Tempo \| \| \| ------------------- \| ------------------- \| ----------------------- \| ------------------- \| ------------------- \| \| 1. \| Damien Gaudin \| Team Europcar \| 3m37s \| \| \| 2. \| Sylvain Chavanel \| Omega Pharma-Quick Step \| + 1s \| \| \| 3. \| Lieuwe Westra \| Vacansoleil-DCM \| + 1s \| \| \| 4. \| Wilco Kelderman \| Blanco \| + 2s \| \| \| 5. \| Geoffrey Soupe \| FDJ \| + 2s \| \| \| 6. \| Peter Velits \| Omega Pharma-Quick Step \| + 3s \| \| \| 7. \| Tony Gallopin \| RadioShack-Leopard \| + 3s \| \| \| 8. \| Borut Božič \| Astana \| + 3s \| \| \| 9. \| Sébastien Turgot \| Team Europcar \| + 4s \| \| \| 10. \| Andriy Hrivko \| Astana \| + 5s \| \| |                  |                         |       |
| |                  |                         |       |
| |                  |                         |       |
| Classificação geral |                  |                         |       |
| Ciclista | Ciclista         | Equipe                  | Tempo |
| 1. | Damien Gaudin    | Team Europcar           | 3m37s |
| 2. | Sylvain Chavanel | Omega Pharma-Quick Step | + 1s  |
| 3. | Lieuwe Westra    | Vacansoleil-DCM         | + 1s  |
| 4. | Wilco Kelderman  | Blanco                  | + 2s  |
| 5. | Geoffrey Soupe   | FDJ                     | + 2s  |
| 6. | Peter Velits     | Omega Pharma-Quick Step | + 3s  |
| 7. | Tony Gallopin    | RadioShack-Leopard      | + 3s  |
| 8. | Borut Božič      | Astana                  | + 3s  |
| 9. | Sébastien Turgot | Team Europcar           | + 4s  |
| 10. | Andriy Hrivko    | Astana                  | + 5s  |

### Etapa 1
| Saint-Germain-en-Laye - Nemours | etapa plana | (195 km) |

| \| Classificação por etapas \| Classificação por etapas \| Classificação por etapas \| Classificação por etapas \| Classificação por etapas \| \| Ciclista \| Ciclista \| Equipe \| Tempo \| \| \| ------------------------ \| ------------------------ \| ------------------------ \| ------------------------ \| ------------------------ \| \| 1. \| Nacer Bouhanni \| FDJ \| 4h47m24s \| \| \| 2. \| Alessandro Petacchi \| Lampre-Merida \| + 0s \| \| \| 3. \| Elia Viviani \| Cannondale \| + 0s \| \| \| 4. \| Jens Debusschere \| Lotto-Belisol \| + 0s \| \| \| 5. \| Heinrich Haussler \| IAM Cycling \| + 0s \| \| \| 6. \| Mark Renshaw \| Blanco \| + 0s \| \| \| 7. \| José Joaquín Rojas \| Movistar Team \| + 0s \| \| \| 8. \| Leigh Howard \| Orica-GreenEDGE \| + 0s \| \| \| 9. \| Borut Božič \| Astana \| + 0s \| \| \| 10. \| Romain Feillu \| Vacansoleil-DCM \| + 0s \| \| |                     |                 |          |
| |                     |                 |          |
| |                     |                 |          |
| Classificação por etapas |                     |                 |          |
| Ciclista | Ciclista            | Equipe          | Tempo    |
| 1. | Nacer Bouhanni      | FDJ             | 4h47m24s |
| 2. | Alessandro Petacchi | Lampre-Merida   | + 0s     |
| 3. | Elia Viviani        | Cannondale      | + 0s     |
| 4. | Jens Debusschere    | Lotto-Belisol   | + 0s     |
| 5. | Heinrich Haussler   | IAM Cycling     | + 0s     |
| 6. | Mark Renshaw        | Blanco          | + 0s     |
| 7. | José Joaquín Rojas  | Movistar Team   | + 0s     |
| 8. | Leigh Howard        | Orica-GreenEDGE | + 0s     |
| 9. | Borut Božič         | Astana          | + 0s     |
| 10. | Romain Feillu       | Vacansoleil-DCM | + 0s     |

| \| Classificação geral \| Classificação geral \| Classificação geral \| Classificação geral \| Classificação geral \| \| Ciclista \| Ciclista \| Equipe \| Tempo \| \| \| ------------------- \| ------------------- \| ----------------------- \| ------------------- \| ------------------- \| \| 1. \| Nacer Bouhanni \| FDJ \| 4h51m01s \| \| \| 2. \| Damien Gaudin \| Team Europcar \| + 0s \| \| \| 3. \| Sylvain Chavanel \| Omega Pharma-Quick Step \| + 1s \| \| \| 4. \| Lieuwe Westra \| Vacansoleil-DCM \| + 1s \| \| \| 5. \| Elia Viviani \| Cannondale \| + 1s \| \| \| 6. \| Alessandro Petacchi \| Lampre-Merida \| + 2s \| \| \| 7. \| Wilco Kelderman \| Blanco \| + 2s \| \| \| 8. \| Geoffrey Soupe \| FDJ \| + 2s \| \| \| 9. \| Peter Velits \| Omega Pharma-Quick Step \| + 3s \| \| \| 10. \| Tony Gallopin \| RadioShack-Leopard \| + 3s \| \| |                     |                         |          |
| |                     |                         |          |
| |                     |                         |          |
| Classificação geral |                     |                         |          |
| Ciclista | Ciclista            | Equipe                  | Tempo    |
| 1. | Nacer Bouhanni      | FDJ                     | 4h51m01s |
| 2. | Damien Gaudin       | Team Europcar           | + 0s     |
| 3. | Sylvain Chavanel    | Omega Pharma-Quick Step | + 1s     |
| 4. | Lieuwe Westra       | Vacansoleil-DCM         | + 1s     |
| 5. | Elia Viviani        | Cannondale              | + 1s     |
| 6. | Alessandro Petacchi | Lampre-Merida           | + 2s     |
| 7. | Wilco Kelderman     | Blanco                  | + 2s     |
| 8. | Geoffrey Soupe      | FDJ                     | + 2s     |
| 9. | Peter Velits        | Omega Pharma-Quick Step | + 3s     |
| 10. | Tony Gallopin       | RadioShack-Leopard      | + 3s     |

### Etapa 2
| Vimory - Cérilly | etapa plana | (200,5 km) |

| \| Classificação por etapas \| Classificação por etapas \| Classificação por etapas \| Classificação por etapas \| Classificação por etapas \| \| Ciclista \| Ciclista \| Equipe \| Tempo \| \| \| ------------------------ \| ------------------------ \| ------------------------ \| ------------------------ \| ------------------------ \| \| 1. \| Marcel Kittel \| Argos-Shimano \| 5h42m18s \| \| \| 2. \| Elia Viviani \| Cannondale \| + 0s \| \| \| 3. \| Leigh Howard \| Orica-GreenEDGE \| + 0s \| \| \| 4. \| Borut Božič \| Astana \| + 0s \| \| \| 5. \| Samuel Dumoulin \| AG2R La Mondiale \| + 0s \| \| \| 6. \| Gianni Meersman \| Omega Pharma-Quick Step \| + 0s \| \| \| 7. \| Romain Feillu \| Vacansoleil-DCM \| + 0s \| \| \| 8. \| Jens Debusschere \| Lotto-Belisol \| + 0s \| \| \| 9. \| José Joaquín Rojas \| Movistar Team \| + 0s \| \| \| 10. \| Tony Gallopin \| RadioShack-Leopard \| + 0s \| \| |                    |                         |          |
| |                    |                         |          |
| |                    |                         |          |
| Classificação por etapas |                    |                         |          |
| Ciclista | Ciclista           | Equipe                  | Tempo    |
| 1. | Marcel Kittel      | Argos-Shimano           | 5h42m18s |
| 2. | Elia Viviani       | Cannondale              | + 0s     |
| 3. | Leigh Howard       | Orica-GreenEDGE         | + 0s     |
| 4. | Borut Božič        | Astana                  | + 0s     |
| 5. | Samuel Dumoulin    | AG2R La Mondiale        | + 0s     |
| 6. | Gianni Meersman    | Omega Pharma-Quick Step | + 0s     |
| 7. | Romain Feillu      | Vacansoleil-DCM         | + 0s     |
| 8. | Jens Debusschere   | Lotto-Belisol           | + 0s     |
| 9. | José Joaquín Rojas | Movistar Team           | + 0s     |
| 10. | Tony Gallopin      | RadioShack-Leopard      | + 0s     |

| \| Classificação geral \| Classificação geral \| Classificação geral \| Classificação geral \| Classificação geral \| \| Ciclista \| Ciclista \| Equipe \| Tempo \| \| \| ------------------- \| ------------------- \| ----------------------- \| ------------------- \| ------------------- \| \| 1. \| Elia Viviani \| Cannondale \| 10h33m11s \| \| \| 2. \| Sylvain Chavanel \| Omega Pharma-Quick Step \| + 7s \| \| \| 3. \| Damien Gaudin \| Team Europcar \| + 8s \| \| \| 4. \| Lieuwe Westra \| Vacansoleil-DCM \| + 9s \| \| \| 5. \| Alessandro Petacchi \| Lampre-Merida \| + 10s \| \| \| 6. \| Wilco Kelderman \| Blanco \| + 10s \| \| \| 7. \| Geoffrey Soupe \| FDJ \| + 10s \| \| \| 8. \| Peter Velits \| Omega Pharma-Quick Step \| + 11s \| \| \| 9. \| Tony Gallopin \| RadioShack-Leopard \| + 11s \| \| \| 10. \| Borut Božič \| Astana \| + 11s \| \| |                     |                         |           |
| |                     |                         |           |
| |                     |                         |           |
| Classificação geral |                     |                         |           |
| Ciclista | Ciclista            | Equipe                  | Tempo     |
| 1. | Elia Viviani        | Cannondale              | 10h33m11s |
| 2. | Sylvain Chavanel    | Omega Pharma-Quick Step | + 7s      |
| 3. | Damien Gaudin       | Team Europcar           | + 8s      |
| 4. | Lieuwe Westra       | Vacansoleil-DCM         | + 9s      |
| 5. | Alessandro Petacchi | Lampre-Merida           | + 10s     |
| 6. | Wilco Kelderman     | Blanco                  | + 10s     |
| 7. | Geoffrey Soupe      | FDJ                     | + 10s     |
| 8. | Peter Velits        | Omega Pharma-Quick Step | + 11s     |
| 9. | Tony Gallopin       | RadioShack-Leopard      | + 11s     |
| 10. | Borut Božič         | Astana                  | + 11s     |

### Etapa 3
| Châtelguyon - Brioude | etapa escarpada | (170,5 km) |

| \| Classificação por etapas \| Classificação por etapas \| Classificação por etapas \| Classificação por etapas \| Classificação por etapas \| \| Ciclista \| Ciclista \| Equipe \| Tempo \| \| \| ------------------------ \| ------------------------ \| ------------------------ \| ------------------------ \| ------------------------ \| \| 1. \| Andrew Talansky \| Garmin-Sharp \| 4h06m15s \| \| \| 2. \| Davide Malacarne \| Team Europcar \| + 0s \| \| \| 3. \| Gorka Izagirre \| Euskaltel Euskadi \| + 0s \| \| \| 4. \| David López García \| Team Sky \| + 0s \| \| \| 5. \| Richie Porte \| Team Sky \| + 0s \| \| \| 6. \| Romain Bardet \| AG2R La Mondiale \| + 0s \| \| \| 7. \| Andriy Hrivko \| Astana \| + 0s \| \| \| 8. \| Jonathan Hivert \| Sojasun \| + 7s \| \| \| 9. \| Enrico Gasparotto \| Astana \| + 7s \| \| \| 10. \| Maxime Bouet \| AG2R La Mondiale \| + 7s \| \| |                    |                   |          |
| |                    |                   |          |
| |                    |                   |          |
| Classificação por etapas |                    |                   |          |
| Ciclista | Ciclista           | Equipe            | Tempo    |
| 1. | Andrew Talansky    | Garmin-Sharp      | 4h06m15s |
| 2. | Davide Malacarne   | Team Europcar     | + 0s     |
| 3. | Gorka Izagirre     | Euskaltel Euskadi | + 0s     |
| 4. | David López García | Team Sky          | + 0s     |
| 5. | Richie Porte       | Team Sky          | + 0s     |
| 6. | Romain Bardet      | AG2R La Mondiale  | + 0s     |
| 7. | Andriy Hrivko      | Astana            | + 0s     |
| 8. | Jonathan Hivert    | Sojasun           | + 7s     |
| 9. | Enrico Gasparotto  | Astana            | + 7s     |
| 10. | Maxime Bouet       | AG2R La Mondiale  | + 7s     |

| \| Classificação geral \| Classificação geral \| Classificação geral \| Classificação geral \| Classificação geral \| \| Ciclista \| Ciclista \| Equipe \| Tempo \| \| \| ------------------- \| ------------------- \| ----------------------- \| ------------------- \| ------------------- \| \| 1. \| Andrew Talansky \| Garmin-Sharp \| 14h39m36s \| \| \| 2. \| Andriy Hrivko \| Astana \| + 3s \| \| \| 3. \| Davide Malacarne \| Team Europcar \| + 3s \| \| \| 4. \| Sylvain Chavanel \| Omega Pharma-Quick Step \| + 4s \| \| \| 5. \| Gorka Izagirre \| Euskaltel Euskadi \| + 5s \| \| \| 6. \| Lieuwe Westra \| Vacansoleil-DCM \| + 6s \| \| \| 7. \| Richie Porte \| Team Sky \| + 7s \| \| \| 8. \| Peter Velits \| Omega Pharma-Quick Step \| + 8s \| \| \| 9. \| David López García \| Team Sky \| + 9s \| \| \| 10. \| Jonathan Hivert \| Sojasun \| + 12s \| \| |                    |                         |           |
| |                    |                         |           |
| |                    |                         |           |
| Classificação geral |                    |                         |           |
| Ciclista | Ciclista           | Equipe                  | Tempo     |
| 1. | Andrew Talansky    | Garmin-Sharp            | 14h39m36s |
| 2. | Andriy Hrivko      | Astana                  | + 3s      |
| 3. | Davide Malacarne   | Team Europcar           | + 3s      |
| 4. | Sylvain Chavanel   | Omega Pharma-Quick Step | + 4s      |
| 5. | Gorka Izagirre     | Euskaltel Euskadi       | + 5s      |
| 6. | Lieuwe Westra      | Vacansoleil-DCM         | + 6s      |
| 7. | Richie Porte       | Team Sky                | + 7s      |
| 8. | Peter Velits       | Omega Pharma-Quick Step | + 8s      |
| 9. | David López García | Team Sky                | + 9s      |
| 10. | Jonathan Hivert    | Sojasun                 | + 12s     |

### Etapa 4
| Brioude - Saint-Vallier | média montanha | (170,5 km) |

| \| Classificação por etapas \| Classificação por etapas \| Classificação por etapas \| Classificação por etapas \| Classificação por etapas \| \| Ciclista \| Ciclista \| Equipe \| Tempo \| \| \| ------------------------ \| ------------------------ \| ------------------------ \| ------------------------ \| ------------------------ \| \| 1. \| Michael Albasini \| Orica-GreenEDGE \| 4h55m41s \| \| \| 2. \| Maxim Iglinsky \| Astana \| + 0s \| \| \| 3. \| Peter Velits \| Omega Pharma-Quick Step \| + 0s \| \| \| 4. \| Enrico Gasparotto \| Astana \| + 0s \| \| \| 5. \| Diego Ulissi \| Lampre-Merida \| + 0s \| \| \| 6. \| Andrew Talansky \| Garmin-Sharp \| + 0s \| \| \| 7. \| Romain Bardet \| AG2R La Mondiale \| + 0s \| \| \| 8. \| Jens Keukeleire \| Orica-GreenEDGE \| + 0s \| \| \| 9. \| Andreas Klöden \| RadioShack-Leopard \| + 0s \| \| \| 10. \| Xavier Florencio \| Katusha \| + 0s \| \| |                   |                         |          |
| |                   |                         |          |
| |                   |                         |          |
| Classificação por etapas |                   |                         |          |
| Ciclista | Ciclista          | Equipe                  | Tempo    |
| 1. | Michael Albasini  | Orica-GreenEDGE         | 4h55m41s |
| 2. | Maxim Iglinsky    | Astana                  | + 0s     |
| 3. | Peter Velits      | Omega Pharma-Quick Step | + 0s     |
| 4. | Enrico Gasparotto | Astana                  | + 0s     |
| 5. | Diego Ulissi      | Lampre-Merida           | + 0s     |
| 6. | Andrew Talansky   | Garmin-Sharp            | + 0s     |
| 7. | Romain Bardet     | AG2R La Mondiale        | + 0s     |
| 8. | Jens Keukeleire   | Orica-GreenEDGE         | + 0s     |
| 9. | Andreas Klöden    | RadioShack-Leopard      | + 0s     |
| 10. | Xavier Florencio  | Katusha                 | + 0s     |

| \| Classificação geral \| Classificação geral \| Classificação geral \| Classificação geral \| Classificação geral \| \| Ciclista \| Ciclista \| Equipe \| Tempo \| \| \| ------------------- \| ---------------------- \| ----------------------- \| ------------------- \| ------------------- \| \| 1. \| Andrew Talansky \| Garmin-Sharp \| 19h35m17s \| \| \| 2. \| Andriy Hrivko \| Astana \| + 3s \| \| \| 3. \| Peter Velits \| Omega Pharma-Quick Step \| + 4s \| \| \| 4. \| Sylvain Chavanel \| Omega Pharma-Quick Step \| + 4s \| \| \| 5. \| Gorka Izagirre \| Euskaltel Euskadi \| + 5s \| \| \| 6. \| Lieuwe Westra \| Vacansoleil-DCM \| + 6s \| \| \| 7. \| Richie Porte \| Team Sky \| + 7s \| \| \| 8. \| Maxim Iglinsky \| Astana \| + 13s \| \| \| 9. \| Jean-Christophe Péraud \| AG2R La Mondiale \| + 13s \| \| \| 10. \| Bart De Clercq \| Lotto-Belisol \| + 15s \| \| |                        |                         |           |
| |                        |                         |           |
| |                        |                         |           |
| Classificação geral |                        |                         |           |
| Ciclista | Ciclista               | Equipe                  | Tempo     |
| 1. | Andrew Talansky        | Garmin-Sharp            | 19h35m17s |
| 2. | Andriy Hrivko          | Astana                  | + 3s      |
| 3. | Peter Velits           | Omega Pharma-Quick Step | + 4s      |
| 4. | Sylvain Chavanel       | Omega Pharma-Quick Step | + 4s      |
| 5. | Gorka Izagirre         | Euskaltel Euskadi       | + 5s      |
| 6. | Lieuwe Westra          | Vacansoleil-DCM         | + 6s      |
| 7. | Richie Porte           | Team Sky                | + 7s      |
| 8. | Maxim Iglinsky         | Astana                  | + 13s     |
| 9. | Jean-Christophe Péraud | AG2R La Mondiale        | + 13s     |
| 10. | Bart De Clercq         | Lotto-Belisol           | + 15s     |

### Etapa 5
| Châteauneuf-du-Pape - Montagne de Lure | alta montanha | (176 km) |

| \| Classificação por etapas \| Classificação por etapas \| Classificação por etapas \| Classificação por etapas \| Classificação por etapas \| \| Ciclista \| Ciclista \| Equipe \| Tempo \| \| \| ------------------------ \| ------------------------ \| ------------------------ \| ------------------------ \| ------------------------ \| \| 1. \| Richie Porte \| Team Sky \| 4h50m54s \| \| \| 2. \| Denis Menchov \| Katusha \| + 26s \| \| \| 3. \| Andrew Talansky \| Garmin-Sharp \| + 33s \| \| \| 4. \| Tejay van Garderen \| BMC Racing Team \| + 33s \| \| \| 5. \| Diego Ulissi \| Lampre-Merida \| + 33s \| \| \| 6. \| Lieuwe Westra \| Vacansoleil-DCM \| + 33s \| \| \| 7. \| Jean-Christophe Péraud \| AG2R La Mondiale \| + 33s \| \| \| 8. \| Nairo Quintana \| Movistar Team \| + 33s \| \| \| 9. \| Simon Špilak \| Katusha \| + 33s \| \| \| 10. \| Michele Scarponi \| Lampre-Merida \| + 33s \| \| |                        |                  |          |
| |                        |                  |          |
| |                        |                  |          |
| Classificação por etapas |                        |                  |          |
| Ciclista | Ciclista               | Equipe           | Tempo    |
| 1. | Richie Porte           | Team Sky         | 4h50m54s |
| 2. | Denis Menchov          | Katusha          | + 26s    |
| 3. | Andrew Talansky        | Garmin-Sharp     | + 33s    |
| 4. | Tejay van Garderen     | BMC Racing Team  | + 33s    |
| 5. | Diego Ulissi           | Lampre-Merida    | + 33s    |
| 6. | Lieuwe Westra          | Vacansoleil-DCM  | + 33s    |
| 7. | Jean-Christophe Péraud | AG2R La Mondiale | + 33s    |
| 8. | Nairo Quintana         | Movistar Team    | + 33s    |
| 9. | Simon Špilak           | Katusha          | + 33s    |
| 10. | Michele Scarponi       | Lampre-Merida    | + 33s    |

| \| Classificação geral \| Classificação geral \| Classificação geral \| Classificação geral \| Classificação geral \| \| Ciclista \| Ciclista \| Equipe \| Tempo \| \| \| ------------------- \| ---------------------- \| ----------------------- \| ------------------- \| ------------------- \| \| 1. \| Richie Porte \| Team Sky \| 24h26m08s \| \| \| 2. \| Andrew Talansky \| Garmin-Sharp \| + 32s \| \| \| 3. \| Lieuwe Westra \| Vacansoleil-DCM \| + 42s \| \| \| 4. \| Jean-Christophe Péraud \| AG2R La Mondiale \| + 49s \| \| \| 5. \| Tejay van Garderen \| BMC Racing Team \| + 52s \| \| \| 6. \| Sylvain Chavanel \| Omega Pharma-Quick Step \| + 53s \| \| \| 7. \| Simon Špilak \| Katusha \| + 53s \| \| \| 8. \| Diego Ulissi \| Lampre-Merida \| + 54s \| \| \| 9. \| Michele Scarponi \| Lampre-Merida \| + 54s \| \| \| 10. \| Peter Velits \| Omega Pharma-Quick Step \| + 56s \| \| |                        |                         |           |
| |                        |                         |           |
| |                        |                         |           |
| Classificação geral |                        |                         |           |
| Ciclista | Ciclista               | Equipe                  | Tempo     |
| 1. | Richie Porte           | Team Sky                | 24h26m08s |
| 2. | Andrew Talansky        | Garmin-Sharp            | + 32s     |
| 3. | Lieuwe Westra          | Vacansoleil-DCM         | + 42s     |
| 4. | Jean-Christophe Péraud | AG2R La Mondiale        | + 49s     |
| 5. | Tejay van Garderen     | BMC Racing Team         | + 52s     |
| 6. | Sylvain Chavanel       | Omega Pharma-Quick Step | + 53s     |
| 7. | Simon Špilak           | Katusha                 | + 53s     |
| 8. | Diego Ulissi           | Lampre-Merida           | + 54s     |
| 9. | Michele Scarponi       | Lampre-Merida           | + 54s     |
| 10. | Peter Velits           | Omega Pharma-Quick Step | + 56s     |

### Etapa 6
| Manosque - Nice | média montanha | (220 km) |

| \| Classificação por etapas \| Classificação por etapas \| Classificação por etapas \| Classificação por etapas \| Classificação por etapas \| \| Ciclista \| Ciclista \| Equipe \| Tempo \| \| \| ------------------------ \| ------------------------ \| ------------------------ \| ------------------------ \| ------------------------ \| \| 1. \| Sylvain Chavanel \| Omega Pharma-Quick Step \| 5h14m23s \| \| \| 2. \| Philippe Gilbert \| BMC Racing Team \| + 0s \| \| \| 3. \| José Joaquín Rojas \| Movistar Team \| + 0s \| \| \| 4. \| Samuel Dumoulin \| AG2R La Mondiale \| + 0s \| \| \| 5. \| Tony Gallopin \| RadioShack-Leopard \| + 0s \| \| \| 6. \| Julien Simon \| Sojasun \| + 0s \| \| \| 7. \| Borut Božič \| Astana \| + 0s \| \| \| 8. \| Heinrich Haussler \| IAM Cycling \| + 0s \| \| \| 9. \| Jonathan Hivert \| Sojasun \| + 0s \| \| \| 10. \| Alberto Losada \| Katusha \| + 0s \| \| |                    |                         |          |
| |                    |                         |          |
| |                    |                         |          |
| Classificação por etapas |                    |                         |          |
| Ciclista | Ciclista           | Equipe                  | Tempo    |
| 1. | Sylvain Chavanel   | Omega Pharma-Quick Step | 5h14m23s |
| 2. | Philippe Gilbert   | BMC Racing Team         | + 0s     |
| 3. | José Joaquín Rojas | Movistar Team           | + 0s     |
| 4. | Samuel Dumoulin    | AG2R La Mondiale        | + 0s     |
| 5. | Tony Gallopin      | RadioShack-Leopard      | + 0s     |
| 6. | Julien Simon       | Sojasun                 | + 0s     |
| 7. | Borut Božič        | Astana                  | + 0s     |
| 8. | Heinrich Haussler  | IAM Cycling             | + 0s     |
| 9. | Jonathan Hivert    | Sojasun                 | + 0s     |
| 10. | Alberto Losada     | Katusha                 | + 0s     |

| \| Classificação geral \| Classificação geral \| Classificação geral \| Classificação geral \| Classificação geral \| \| Ciclista \| Ciclista \| Equipe \| Tempo \| \| \| ------------------- \| ---------------------- \| ----------------------- \| ------------------- \| ------------------- \| \| 1. \| Richie Porte \| Team Sky \| 29h40m31s \| \| \| 2. \| Andrew Talansky \| Garmin-Sharp \| + 32s \| \| \| 3. \| Sylvain Chavanel \| Omega Pharma-Quick Step \| + 42s \| \| \| 4. \| Lieuwe Westra \| Vacansoleil-DCM \| + 42s \| \| \| 5. \| Jean-Christophe Péraud \| AG2R La Mondiale \| + 6m49s \| \| \| 6. \| Tejay van Garderen \| BMC Racing Team \| + 52s \| \| \| 7. \| Peter Velits \| Omega Pharma-Quick Step \| + 53s \| \| \| 8. \| Simon Špilak \| Katusha \| + 53s \| \| \| 9. \| Diego Ulissi \| Lampre-Merida \| + 54s \| \| \| 10. \| Andriy Hrivko \| Astana \| + 1m06s \| \| |                        |                         |           |
| |                        |                         |           |
| |                        |                         |           |
| Classificação geral |                        |                         |           |
| Ciclista | Ciclista               | Equipe                  | Tempo     |
| 1. | Richie Porte           | Team Sky                | 29h40m31s |
| 2. | Andrew Talansky        | Garmin-Sharp            | + 32s     |
| 3. | Sylvain Chavanel       | Omega Pharma-Quick Step | + 42s     |
| 4. | Lieuwe Westra          | Vacansoleil-DCM         | + 42s     |
| 5. | Jean-Christophe Péraud | AG2R La Mondiale        | + 6m49s   |
| 6. | Tejay van Garderen     | BMC Racing Team         | + 52s     |
| 7. | Peter Velits           | Omega Pharma-Quick Step | + 53s     |
| 8. | Simon Špilak           | Katusha                 | + 53s     |
| 9. | Diego Ulissi           | Lampre-Merida           | + 54s     |
| 10. | Andriy Hrivko          | Astana                  | + 1m06s   |

### Etapa 7
| Nice - Col d'Èze | contrarrelógio individual | (9,6 km) |

| \| Classificação por etapas \| Classificação por etapas \| Classificação por etapas \| Classificação por etapas \| Classificação por etapas \| \| Ciclista \| Ciclista \| Equipe \| Tempo \| \| \| ------------------------ \| ------------------------ \| ------------------------ \| ------------------------ \| ------------------------ \| \| 1. \| Richie Porte \| Team Sky \| 19m16s \| \| \| 2. \| Andrew Talansky \| Garmin-Sharp \| + 23s \| \| \| 3. \| Nairo Quintana \| Movistar Team \| + 27s \| \| \| 4. \| Jean-Christophe Péraud \| AG2R La Mondiale \| + 32s \| \| \| 5. \| Tejay van Garderen \| BMC Racing Team \| + 52s \| \| \| 6. \| Simon Špilak \| Katusha \| + 55s \| \| \| 7. \| Diego Ulissi \| Lampre-Merida \| + 1m00s \| \| \| 8. \| Michele Scarponi \| Lampre-Merida \| + 1m03s \| \| \| 9. \| Sylvain Chavanel \| Omega Pharma-Quick Step \| + 1m05s \| \| \| 10. \| Ion Izagirre \| Euskaltel Euskadi \| + 1m47s \| \| |                        |                         |         |
| |                        |                         |         |
| |                        |                         |         |
| Classificação por etapas |                        |                         |         |
| Ciclista | Ciclista               | Equipe                  | Tempo   |
| 1. | Richie Porte           | Team Sky                | 19m16s  |
| 2. | Andrew Talansky        | Garmin-Sharp            | + 23s   |
| 3. | Nairo Quintana         | Movistar Team           | + 27s   |
| 4. | Jean-Christophe Péraud | AG2R La Mondiale        | + 32s   |
| 5. | Tejay van Garderen     | BMC Racing Team         | + 52s   |
| 6. | Simon Špilak           | Katusha                 | + 55s   |
| 7. | Diego Ulissi           | Lampre-Merida           | + 1m00s |
| 8. | Michele Scarponi       | Lampre-Merida           | + 1m03s |
| 9. | Sylvain Chavanel       | Omega Pharma-Quick Step | + 1m05s |
| 10. | Ion Izagirre           | Euskaltel Euskadi       | + 1m47s |

## Classificações

### Classificação geral
| \| Classificação geral \| Classificação geral \| Classificação geral \| Classificação geral \| Classificação geral \| \| Ciclista \| Ciclista \| Equipe \| Tempo \| \| \| ------------------- \| ---------------------- \| ----------------------- \| ------------------- \| ------------------- \| \| 1. \| Richie Porte \| Team Sky \| 29h59m47s \| \| \| 2. \| Andrew Talansky \| Garmin-Sharp \| + 55s \| \| \| 3. \| Jean-Christophe Péraud \| AG2R La Mondiale \| + 1m21s \| \| \| 4. \| Tejay van Garderen \| BMC Racing Team \| + 1m44s \| \| \| 5. \| Sylvain Chavanel \| Omega Pharma-Quick Step \| + 1m47s \| \| \| 6. \| Simon Špilak \| Katusha \| + 1m48s \| \| \| 7. \| Diego Ulissi \| Lampre-Merida \| + 1m54s \| \| \| 8. \| Lieuwe Westra \| Vacansoleil-DCM \| + 2m17s \| \| \| 9. \| Andreas Klöden \| RadioShack-Leopard \| + 2m22s \| \| \| 10. \| Peter Velits \| Omega Pharma-Quick Step \| + 2m28s \| \| |                        |                         |           |
| |                        |                         |           |
| Fonte: ProCyclingStats |                        |                         |           |
| Classificação geral |                        |                         |           |
| Ciclista | Ciclista               | Equipe                  | Tempo     |
| 1. | Richie Porte           | Team Sky                | 29h59m47s |
| 2. | Andrew Talansky        | Garmin-Sharp            | + 55s     |
| 3. | Jean-Christophe Péraud | AG2R La Mondiale        | + 1m21s   |
| 4. | Tejay van Garderen     | BMC Racing Team         | + 1m44s   |
| 5. | Sylvain Chavanel       | Omega Pharma-Quick Step | + 1m47s   |
| 6. | Simon Špilak           | Katusha                 | + 1m48s   |
| 7. | Diego Ulissi           | Lampre-Merida           | + 1m54s   |
| 8. | Lieuwe Westra          | Vacansoleil-DCM         | + 2m17s   |
| 9. | Andreas Klöden         | RadioShack-Leopard      | + 2m22s   |
| 10. | Peter Velits           | Omega Pharma-Quick Step | + 2m28s   |

### Classificação por pontos
| Classificação por pontos | Classificação por pontos | Classificação por pontos | Classificação por pontos | Classificação por pontos |
| Ciclista                 | Ciclista                 | Equipe                   | Pontos                   |                          |
| ------------------------ | ------------------------ | ------------------------ | ------------------------ | ------------------------ |
| 1.                       | Sylvain Chavanel         | Omega Pharma-Quick Step  | 88 pts                   |                          |
| 2.                       | Andrew Talansky          | Garmin-Sharp             | 83 pts                   |                          |
| 3.                       | Richie Porte             | Team Sky                 | 68 pts                   |                          |
| 4.                       | Borut Božič              | Astana                   | 60 pts                   |                          |
| 5.                       | Elia Viviani             | Cannondale               | 55 pts                   |                          |
| 6.                       | Diego Ulissi             | Lampre-Merida            | 55 pts                   |                          |
| 7.                       | Peter Velits             | Omega Pharma-Quick Step  | 50 pts                   |                          |
| 8.                       | Lieuwe Westra            | Vacansoleil-DCM          | 46 pts                   |                          |
| 9.                       | José Joaquín Rojas       | Movistar Team            | 46 pts                   |                          |
| 10.                      | Tejay van Garderen       | BMC Racing Team          | 43 pts                   |                          |

### Classificação da montanha
| Classificação da montanha | Classificação da montanha | Classificação da montanha | Classificação da montanha | Classificação da montanha |
| Ciclista                  | Ciclista                  | Equipe                    | Pontos                    |                           |
| ------------------------- | ------------------------- | ------------------------- | ------------------------- | ------------------------- |
| 1.                        | Johann Tschopp            | IAM Cycling               | 64 pts                    |                           |
| 2.                        | Richie Porte              | Team Sky                  | 27 pts                    |                           |
| 3.                        | Thierry Hupond            | Argos-Shimano             | 24 pts                    |                           |
| 4.                        | Thomas Voeckler           | Team Europcar             | 17 pts                    |                           |
| 5.                        | Cyril Lemoine             | Sojasun                   | 14 pts                    |                           |
| 6.                        | Andrew Talansky           | Garmin-Sharp              | 14 pts                    |                           |
| 7.                        | Egor Silin                | Astana                    | 13 pts                    |                           |
| 8.                        | Arnold Jeannesson         | FDJ                       | 11 pts                    |                           |
| 9.                        | Simon Clarke              | Orica-GreenEDGE           | 11 pts                    |                           |
| 10.                       | Jens Voigt                | RadioShack-Leopard        | 11 pts                    |                           |

### Classificação dos jovens
| Classificação dos jovens | Classificação dos jovens | Classificação dos jovens | Classificação dos jovens | Classificação dos jovens |
| Ciclista                 | Ciclista                 | Equipe                   | Tempo                    |                          |
| ------------------------ | ------------------------ | ------------------------ | ------------------------ | ------------------------ |
| 1.                       | Andrew Talansky          | Garmin-Sharp             | 3h00m42s                 |                          |
| 2.                       | Tejay van Garderen       | BMC Racing Team          | + 49s                    |                          |
| 3.                       | Diego Ulissi             | Lampre-Merida            | + 59s                    |                          |
| 4.                       | Nairo Quintana           | Movistar Team            | + 2m25s                  |                          |
| 5.                       | Romain Bardet            | AG2R La Mondiale         | + 6m13s                  |                          |
| 6.                       | Dominik Nerz             | BMC Racing Team          | + 13m33s                 |                          |
| 7.                       | Egor Silin               | Astana                   | + 13m42s                 |                          |
| 8.                       | Tony Gallopin            | RadioShack-Leopard       | + 15m48s                 |                          |
| 9.                       | Daniele Ratto            | Cannondale               | + 18m13s                 |                          |
| 10.                      | Ion Izagirre             | Euskaltel Euskadi        | + 22m41s                 |                          |

### Classificação por equipas
| Classificação por equipes | Classificação por equipes  | Classificação por equipes | Classificação por equipes |
| Equipe                    | Equipe                     | Tempo                     |                           |
| ------------------------- | -------------------------- | ------------------------- | ------------------------- |
| 1.                        | Katusha                    | 90h06m49s                 |                           |
| 2.                        | AG2R La Mondiale           | + 1m23s                   |                           |
| 3.                        | RadioShack-Leopard         | + 3m38s                   |                           |
| 4.                        | Astana                     | + 3m40s                   |                           |
| 5.                        | Cofidis, Solutions Crédits | + 4m25s                   |                           |
| 6.                        | Omega Pharma-Quick Step    | + 6m08s                   |                           |
| 7.                        | BMC Racing Team            | + 8m57s                   |                           |
| 8.                        | Sky                        | + 14m52s                  |                           |
| 9.                        | Saxo-Tinkoff               | + 23m28s                  |                           |
| 10.                       | Euskaltel-Euskadi          | + 35m29s                  |                           |

## Evolução das classificações
| Etapa (Vencedor)               | Classificação geral | Classificação por pontos | Classificação da montanha | Classificação dos jovens | Classificação por equipas |
| ------------------------------ | ------------------- | ------------------------ | ------------------------- | ------------------------ | ------------------------- |
| Prólogo (CRI) (Damien Gaudin)  | Damien Gaudin       | Damien Gaudin            | não se entregou           | Wilco Kelderman          | Omega Pharma-Quick Step   |
| 1.ª etapa (Nacer Bouhanni)     | Nacer Bouhanni      | Sylvain Chavanel         | Bert-Jan Lindeman         | Nacer Bouhanni           | Omega Pharma-Quick Step   |
| 2.ª etapa (Marcel Kittel)      | Elia Viviani        | Elia Viviani             | Bert-Jan Lindeman         | Elia Viviani             | Omega Pharma-Quick Step   |
| 3.ª etapa (Andrew Talansky)    | Andrew Talansky     | Elia Viviani             | Martijn Keizer            | Andrew Talansky          | Astana                    |
| 4.ª etapa (Michael Albasini)   | Andrew Talansky     | Elia Viviani             | Johann Tschopp            | Andrew Talansky          | Astana                    |
| 5.ª etapa (Richie Porte)       | Richie Porte        | Andrew Talansky          | Johann Tschopp            | Andrew Talansky          | Katusha                   |
| 6.ª etapa] (Sylvain Chavanel)  | Richie Porte        | Sylvain Chavanel         | Johann Tschopp            | Andrew Talansky          | Katusha                   |
| 7.ª etapa (CRI) (Richie Porte) | Richie Porte        | Sylvain Chavanel         | Johann Tschopp            | Andrew Talansky          | Katusha                   |
| Final                          | Richie Porte        | Sylvain Chavanel         | Johann Tschopp            | Andrew Talansky          | Katusha                   |